# Lisianthius peduncularis
Lisianthius peduncularis är en gentianaväxtart som beskrevs av Louis Otho Otto Williams. Lisianthius peduncularis ingår i släktet Lisianthius och familjen gentianaväxter. Inga underarter finns listade i Catalogue of Life.